# Montes Dzhugdzhur
Los montes Dzhugdzhur (del ruso: Джугджур), son una cadena montañosa litoral de más de 700 km de longitud localizada en la costa oriental de la Rusia asiática, en la Siberia Oriental, frente al mar de Ojotsk. 
Administrativamente pertenece al krai de Jabárovsk de la Federación de Rusia.

## Geografía
Los montes Dzhugdzhur surgen, en el oeste, de las estribaciones orientales de las montañas Stanovoi y el valle del río Uda, al sur. Corren en dirección noreste unos 700 km, muy próximos a la costa hasta dividirse en tres: los montes Chersky, la cordillera Verkhoyansk y las montañas Gydan. El punto más elevado es el monte Tokpo (1906 m), en la parte central de la cordillera.
Estos montes marcan una importante línea divisoria entre las cuencas hidrográficas de los ríos que se dirigen al mar de Ojotsk —como los ríos Ochota, Kuchtuj, Ulya (325 km) y Ulbeja, ríos muy cortos dada la proximidad de las montañas a la costa— y los que se encaminan tras tener que recorrer varios miles de kilómetros por el Ártico, al mar de Láptev —afluentes que acabarán en el río Lena, ríos mucho más largos y caudalosos como el río Maya (1053 km), el río Maimakan (421 km) o el río Uchur (812 km). 
La región está casi despoblada, con la única excepción de algunos asentamientos de minería de oro —que se han explotado desde la década de 1920— y algunos pueblos pesqueros a lo largo de la costa, como Ajan.